# NGC 7702
NGC 7702 ist eine linsenförmige Galaxie vom Hubble-Typ S0 im Sternbild Phönix. Sie ist schätzungsweise 141 Millionen Lichtjahre von der Milchstraße entfernt.
Das Objekt wurde am 28. Oktober 1834 von John Herschel entdeckt.